# The Submarines
The Submarines — инди-поп-группа из Лос-Анджелеса, штат Калифорния, США.

## Состав
- Джон Драгонетти (John Dragonetti) — вокал, инструменты
- Блейк Хазард (Blake Hazard) — вокал, инструменты

## Дискография
- Declare a New State! (2006)
- Live Session (2006)
- Remix EP (2006)
- For the Kids Three! (2007)
- Honeysuckle Weeks (2008)
- Love Notes/Letter Bombs (Nettwerk, 2011)

## Интересные факты
- Песни You, Me and the Bourgeoisie и Submarine Symphonika были использованы в рекламных роликах iPhone 3G и iPhone 3GS соответственно.